# Colaris
Colaris ist eine deutsche Post-Rock-Band aus Pirmasens. Die Band steht bei Revolvermann Records unter Vertrag und hat bislang zwei Studioalben, zwei EPs und eine Split-LP veröffentlicht.

## Geschichte
Die drei Musiker trafen sich seit Sommer 2009 zu verschiedenen Jamsessions, aus denen die ersten selbst komponierten Lieder wurden. Daraufhin beschlossen die Musiker eine Band zu gründen. Im Oktober 2010 nahmen Colaris in den SU2-Studios in Illingen die vier Lieder umfassende EP The Disclosure auf. Die Aufnahmen dauerten zwei Tage. Die EP wurde schließlich im Januar 2011 in Eigenregie veröffentlicht. Kurze Zeit später begann die Band mit den Songwriting für ihr Debütalbum. Gleichzeitig wurde die Band von dem in Rostock ansässigen Plattenlabel Revolvermann Records unter Vertrag genommen.
Die Aufnahmen für das Debütalbum fanden innerhalb von fünf Tagen in den SU2-Studios unter der Leitung des Produzenten Phil Hillen statt. Im März 2012 wurde das Debütalbum Renewal schließlich veröffentlicht. Ein Jahr später wurde eine Split mit der Zweibrücker Alternative-Rock-Band Ampersphere veröffentlicht, bei der beide Bands jeweils zwei eigene Lieder beigesteuert haben und darüber hinaus jeweils ein Lied der anderen Band covern. Im Oktober 2013 folgte die EP Source mit bislang unveröffentlichtem Material sowie einem Remix des Liedes „Unveiled“.

## Stil
Colaris spielen instrumentale Rockmusik mit Einflüssen aus den Bereichen Post-Rock, Progressive Rock, Sludge und Psychedelic Rock. Die Band bezeichnet ihren Stil selber als „Brachialromantik“.

## Diskografie
- 2011: The Disclosure (EP)
- 2012: Renewal
- 2013: Split (Split mit Ampersphere)
- 2013: Source (EP)
- 2015: Nexus (LP)